# Крейсерская война
Крейсерская война — доктрина, существовавшая в военно-морских кругах некоторых государств и предполагавшая решающую роль крейсерских операций в достижении превосходства в борьбе за господство на море. Предполагалось, что действия крейсеров по пресечению морской торговли противника способны сами по себе подорвать экономический потенциал враждебной стороны и обеспечить конечную победу в морской войне. Считалась сравнительно дешёвой альтернативой созданию мощных линейных сил и внушала надежду на победу в военно-морской борьбе малыми силами. Была официально выдвинута во Франции на рубеже XVII—XVIII веков. Оказала значительное влияние на развитие военных флотов ряда стран, особенно Франции, Германии и России.

## Крейсерская война в XVI—XVIII веках
Определённые черты крейсерской войны проявлялись ещё в XVI веке, в ходе англо-испанской борьбы на море, когда британские каперы совершали нападения на испанские торговые конвои. Крейсерская война как основной способ боевых действий на море была начата французами в ходе войны за Испанское наследство. Несмотря на успехи первых лет, после организации британцами и голландцами системы конвоев и блокады портов, дюнкеркские каперы были вытеснены на периферию и перестали оказывать заметное влияние на ход вооружённой борьбы. Великобритания и Нидерланды потеряли более 4500 торговых судов в ходе этой борьбы, но их большая часть была мелкими единицами, а общие потери от крейсерской войны французов оказались меньше потерь от штормов и аварий.
Несмотря на сравнительно небольшой успех этих начинаний, французские военно-морские руководители и в дальнейшем придерживались подобных взглядов, считая, что единственно возможным методом борьбы с Великобританией является нанесение ударов по британской морской торговле. В ходе Семилетней войны 1756—1763 годов французским каперам удалось захватить или уничтожить до 1400 британских торговых судов. Однако ущерб нанесённый французам британским линейным флотом намного перевесил все успехи каперов.

## Крейсерская война в XIX веке

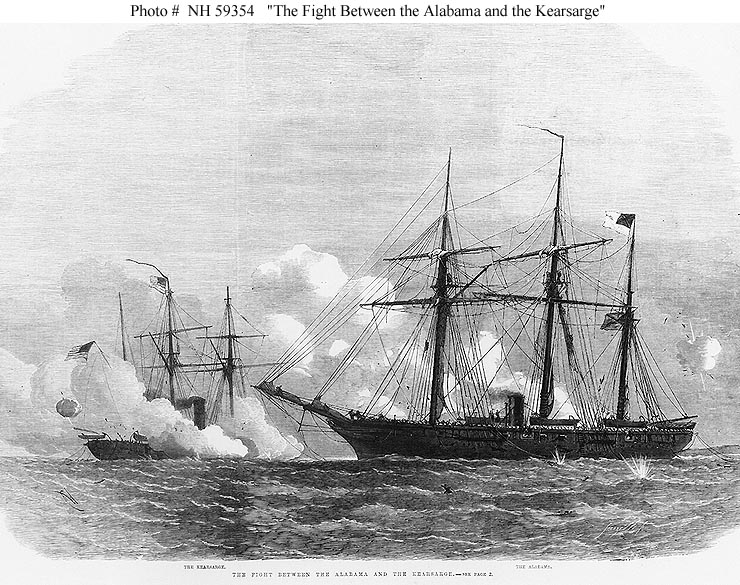
Рейдер конфедератов «Алабама» в бою со шлюпом северян «Кирсардж». 19 июля 1864

Концепция крейсерской войны была взята на вооружение флотом США в ходе Англо-американской войны 1812—1814 годов. Пользуясь тем обстоятельством, что британский флот был скован французским, американцы выслали на коммуникации противника значительное количество крейсеров и нанесли существенный урон британской торговле. Вместе с тем, как только британские ВМС высвободились после падения Наполеона I, американское побережье подверглось решительным нападениям по всему его протяжению и даже была захвачена и сожжена столица США Вашингтон.
Большое влияние на концепцию крейсерской войны оказал опыт Гражданской войны в США 1861—1865 годов. Не располагая серьёзными военно-морскими силами, Конфедеративные Штаты Америки высылали на коммуникации противника вооружённые парусно-паровые крейсера. На общественное мнение произвели весьма значительное впечатление операции таких рейдеров конфедератов как «Самтер», «Алабама», «Флорида». Всего рейдерам Конфедерации удалось захватить или потопить около 200 торговых судов США. Однако это составило лишь около 5 % торгового флота противника и, в конечном счёте, не нанесло ему особого ущерба.

До тех пор пока такая война является средством достижения общей цели и опирается на военный флот, использующий свою мощь по-другому, она способна дать необходимый результат. Но не следует ожидать от отдельных кораблей больших подвигов перед лицом могучей морской мощи… бесспорный, прямой и косвенный ущерб, нанесённый отдельным торговцам и одной из отраслей национальной промышленности <…>, не оказал не малейшего влияния (или сдерживающего эффекта)на ход войны. Подобный ущерб, без сопровождения других факторов негативного воздействия, больше раздражает, чем ослабляет противника.
— Мэхен А.Т. Роль морских сил в мировой истории
Внешний эффект, произведённый рейдерами конфедератов поспособствовал также успеху экспедиции русского флота в Северную Америку. В период обострения англо-русских отношений по поводу Польского восстания в 1863 году, управляющий Русским Морским министерством адмирал Н. К. Краббе предложил отправить в порты США крейсерские эскадры, имевшие задачу, в случае начала войны, атаковать британскую морскую торговлю. Прибытие 10 военных кораблей крейсерского класса в Нью-Йорк и Сан-Франциско произвело большое впечатление на британские торгово-промышленные круги и способствовало развалу антирусской коалиции и изменению позиции Великобритании по отношению к России к более умеренной.

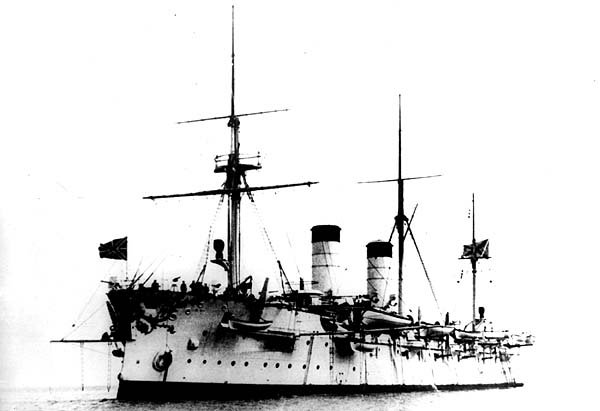
Броненосный крейсер «Рюрик» — типичный рейдер российского флота

Успех североамериканской экспедиции и слабость российского флота по сравнению с британским, при сохранении крайне напряжённых отношений с Великобританией в 1860-1890-х годах привели русских адмиралов к мнению о необходимости сочетания чисто оборонительного флота на Балтике со значительными крейсерскими силами, которые должны были нарушать британские коммуникации. Для повышения боевой устойчивости русских рейдеров они получили защиту в виде броневого пояса, что привело к возникновению класса броненосных крейсеров.
В 1870—1890-х годах Российский императорский флот получил 10 броненосных крейсеров, начиная с «Генерала-адмирала» и заканчивая «Громобоем», предназначенных для действий на коммуникациях. При всех достоинствах этих кораблей, крейсерские качества у них, как правило, преобладали над боевыми, и для боя с серьёзным противником они оказались мало пригодны. Для тех же целей предназначались и бронепалубные крейсера типа «Диана». Увлечение идеей крейсерской войны было столь велико, что приступили к постройке серии своеобразных броненосцев-крейсеров типа «Пересвет». Корабли вышли неудачными почти во всех отношениях — как крейсера они были слишком тихоходны, как броненосцы слишком слабо вооружены. Кроме того, для ведения крейсерской войны предназначался созданный в 1878 году Добровольный флот — подконтрольное правительству пароходное общество, использовавшее быстроходные грузо-пассажирские суда, предназначенные для переоборудования в случае войны в вспомогательные крейсера. Вместе с тем, в России существовало явно преувеличенное представление о возможностях российских крейсеров.

Сравнение крейсерских сил с главным вероятным противником, Великобританией, показывает, что амбиции российской империи значительно превышали экономические возможности страны в способности к постройке, содержанию в мирное время и обеспечению боевой деятельности крейсеров в условиях войны.
Наличие крейсерского флота вводило в заблуждение политическое руководство, дипломатический корпус, командование флота и самих моряков, а также общественность. Все они считали «Случись что, мы им покажем…»
— Крестьянинов В.А. Крейсера Российского императорского флота. 1856-1917. Ч.2

В ходе Испано-американской войны 1898 года ни одна из сторон крейсерских операций не предприняла. Испанский флот, занятый обороной Кубы и Филиппин, не имел для этого достаточно сил, и американское коммерческое судоходство продолжалось так же, как и в мирное время. Что касается американского флота, то он располагал сравнительно небольшим количеством крейсеров с большим радиусом действия, не имели подготовленной системы снабжения рейдеров углём, а кроме того, были слишком заняты поисками эскадры адмирала Серверы, шедшей из Испании на Кубу. От выдачи каперских свидетельств обе стороны воздержались.

## Крейсерская война в XX веке

### Крейсерские операции в Русско-японскую войну

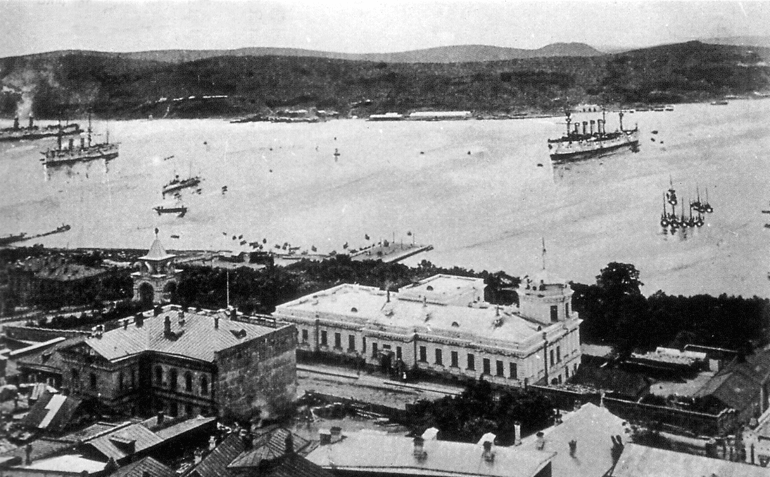
Крейсера «Рюрик» и «Громобой» на рейде Владивостока.

Несмотря на многолетнюю подготовку к крейсерской войне против Великобритании, российский императорский флот к началу русско-японской войны 1904—1905 годов разработанных планов крейсерских операций против японского судоходства не имел. Лишь Владивостокскому отряду крейсеров ставилась задача отвлекать на себя часть сил японского флота, действуя против японских воинских перевозок, коммерческого мореплавания и нападая на прибрежные объекты. К началу военных действий в составе этого отряда числились три броненосных крейсера, один бронепалубный и один вспомогательный.
В течение января—июля 1904 года Владивостокский отряд совершил пять выходов в крейсерство, действуя в основном у берегов Кореи против японских воинских перевозок. Успехи этих операций были сравнительно ограниченными, хотя 2 июня 1904 года броненосным крейсерам отряда удалось потопить два транспорта с важными грузами, в частности, тяжёлыми гаубицами, предназначенными для осады Порт-Артура. 2 мая 1904 года в результате навигационной аварии выбыл из строя до конца войны бронепалубный крейсер «Богатырь». Против Владивостокского отряда противник выделил до 4—5 броненосных крейсеров под командованием вице-адмирала Х. Камимуры. Таким образом, свою главную задачу по отвлечению сил японского флота от Порт-Артура отряд, в целом, выполнил. Вместе с тем, действия у берегов Кореи сопровождались для русских крейсеров большим риском перехвата со стороны более сильного противника. Свой единственный поход в Тихий океан Владивостокский отряд совершил 4—19 июля 1904 года. Достигнутые результаты оказались скромными, но имели некоторое влияние на рынок морских перевозок в Японию. 1 августа 1904 года при попытке поддержать неудавшийся прорыв Первой Тихоокеанской эскадры из Порт-Артура во Владивосток, крейсера отряда вступили в бой с превосходящими силами противника в Корейском проливе и потерпели поражение. Был потоплен крейсер «Рюрик», тяжёлые повреждения получили «Россия» и «Громобой». После этого активность Владивостокского отряда свелась к незначительным операциям. Подводя итоги деятельности Владивостокского отряда, следует признать, что его операции оказались «кратковременными „уколами“ вместо длительного воздействия на коммуникации противника».

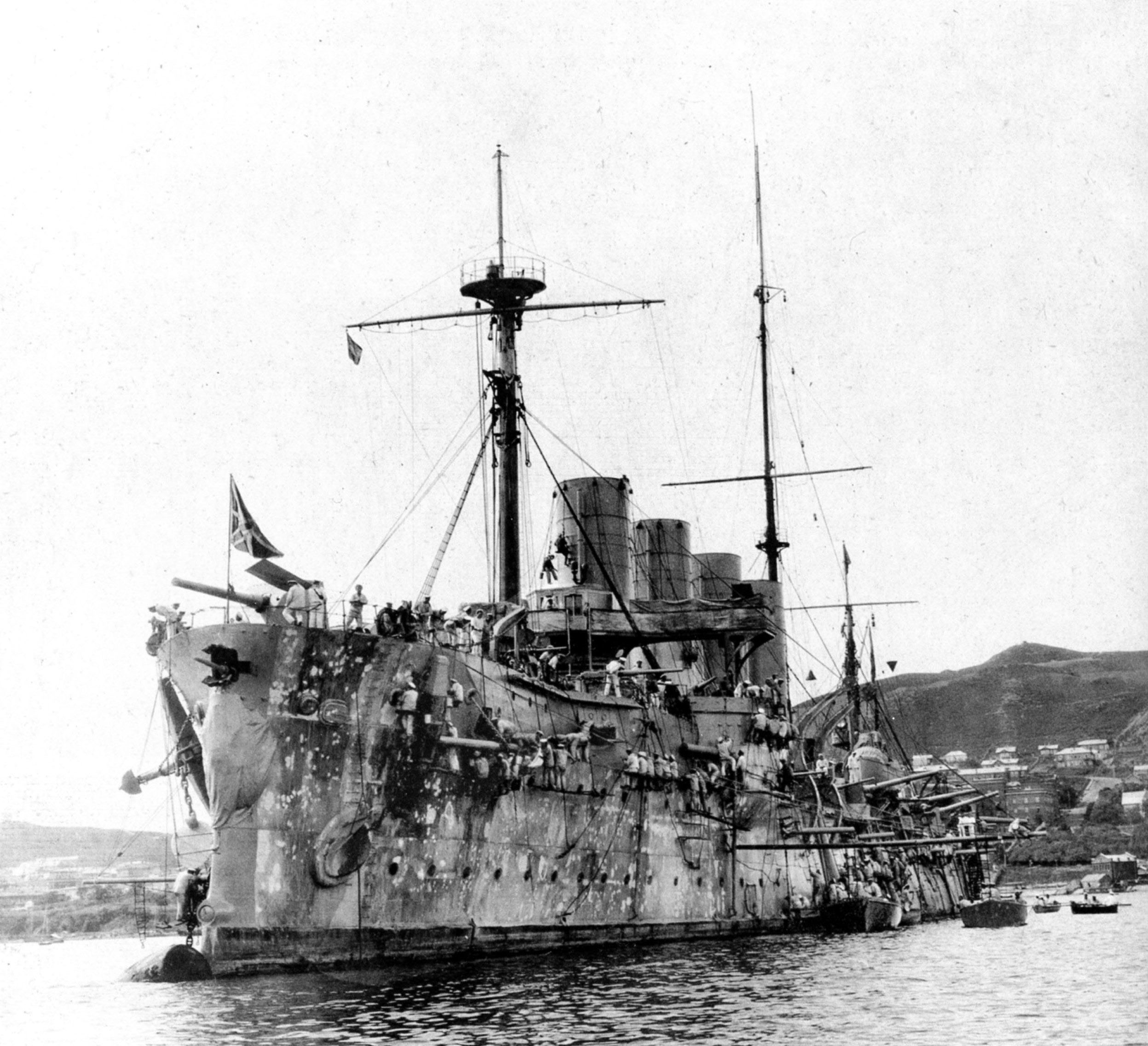
Повреждения крейсера «Россия» в бою 1 августа 1904 г.

Высшее командование Российского императорского флота вполне осознавало важность крейсерской войны против Японии, крайне зависимой, в силу её островного положения, от морских перевозок. С началом войны был разработан план крейсерских операций. Предполагалось отправить до восьми вспомогательных крейсеров Индийский океан, Южно-Китайское море и Тихий океан, для перехвата грузов, идущих в Японию из Западной Европы и США. Намечалось создание основной плавучей базы в восточной части Зондского архипелага, а также угольных станций в районе Сайгона, на Мадагаскаре и островах Чагос. Фактически ни одно из этих мероприятий выполнено не было. Хотя в России существовал Добровольный флот, специально готовившийся к крейсерским действиям на коммуникациях, на практике из числа его судов признали пригодными для переоборудования в крейсера лишь два. В Германии было срочно закуплено ещё четыре быстроходных парохода для этих целей.
В июле—августе 1904 года в Красном море действовали вспомогательные крейсера «Петербург» и «Смоленск». Им удалось захватить ряд иностранных судов с военной контрабандой, но возникший в результате дипломатический конфликт с Великобританией, вынудил российское политическое руководство приказать отпустить захваченные суда. Также в июле—августе 1904 года в Атлантике действовали вспомогательные крейсера «Урал» и «Дон», не достигшие никакого успеха. В августе—сентябре 1904 года в том же районе оперировал вспомогательный крейсер «Терек», с теми же результатами.
В дальнейшем руководство российского флота отказалось от организации крейсерских операций, а пять подготовленных вспомогательных крейсеров были включены в состав Второй тихоокеанской эскадры. В ходе перехода этого соединения на Дальний Восток, ни вспомогательные, ни крейсера специальной постройки крейсерских операций не проводили, хотя такая возможность имелась, например, в ходе длительной стоянки эскадры у Мадагаскара. Уже при подходе к Корейскому проливу, командующий эскадрой вице-адмирал Рожественский 8—12 мая 1905 года отделил от эскадры вспомогательные крейсера «Кубань», «Терек», «Днепр» и «Рион» с задачей отвлечения сил японцев, путём проведения крейсерских операций на коммуникациях Японии в Жёлтом море, и у её тихоокеанского побережья. План русского командования оценивается современными историками как наивный и своей цели он не достиг. Что касается собственно крейсерских достижений, то в ходе операции удалось захватить и потопить четыре иностранных судна с контрабандой, причём «Кубань» и «Терек» вообще не имели успеха.
Таким образом, несмотря на многолетнее культивирование концепции крейсерской войны, фактически российский флот оказался не готов к её практическому осуществлению. Все крейсерские операции свелись к эпизодическим действиям Владивостокского отряда, а также практически безрезультатным или вообще демонстративным походам вспомогательных крейсеров, не оказавших никакого серьёзного влияния на ход войны. Между тем, по мнению ряда специалистов, российский флот имел, при должной подготовке, реальные возможности сосредоточить на путях японской торговли десятки крейсеров и основательно подорвать её военный потенциал, тем более, что японский флот даже свои воинские перевозки охранял неудовлетворительно, а коммерческое судоходство не защищал вовсе, да и не имел для этого ресурсов.

### Крейсерские операции в Первую мировую войну

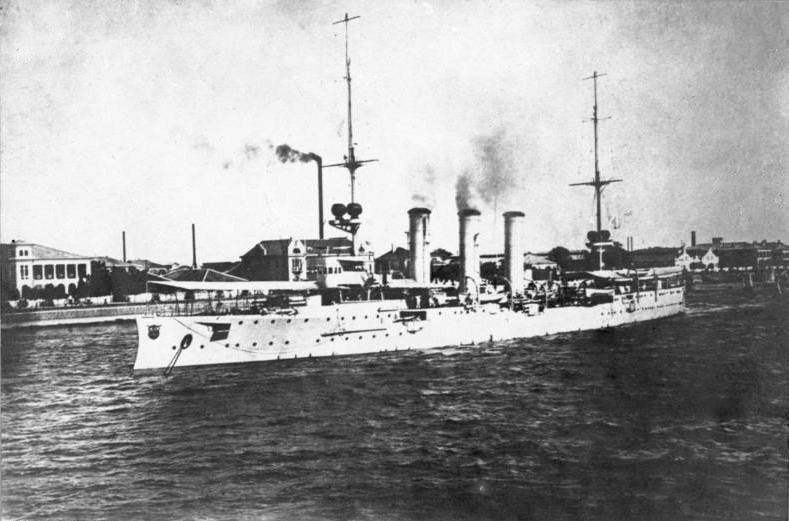
Германский малый крейсер «Эмден» — наиболее известный рейдер Первой мировой войны.

В XX веке крейсерская война в сколь-нибудь серьёзных масштабах велась лишь германским флотом, как в Первую, так и во Вторую мировую войны. Фактически, руководство германского императорского флота перед началом Первой мировой войны сосредотачивалось на строительстве линейных сил и готовилось к морским сражениям соответствующего типа, причём придерживалось оборонительной стратегии перед угрозой со стороны заметно более сильного британского флота. Крейсерским операциям большого внимания не уделялось и они рассматривались как вспомогательные, причём их главной задачей было не уничтожение вражеского судоходства, а отвлечение сил британского флота из Северного моря, где «Флот Открытого моря» планировал добиться решающего успеха.
По первому закону «О флоте», принятому в 1898 году, для службы за границей намечалось построить 3 броненосных и 10 малых (бронепалубных) крейсеров. Максимальное количество крейсерских сил на коммуникациях противника, которые намечалось построить, составляло 8 броненосных и 10 малых крейсеров, но эти планы реализовать не удалось. К началу Первой мировой войны Германия имела в заграничных водах Восточно-азиатскую эскадру вице-адмирала Шпее и ряд отдельных кораблей — всего 2 броненосных и 6 малых крейсеров. В самом начале войны германское политическое руководство полагало, что военные действия продлятся недолго и флот следует сохранить для будущих действий. В силу этого, подготовка крейсерской войны не была удовлетворительной.
С началом войны эскадра Шпее покинула Циндао и перешла через Тихий океан к берегам Чили. По пути Шпее отпустил для одиночного рейдерства крейсер «Эмден». 1 ноября 1914 года эскадра Шпее одержала решительную победу в Коронельском бою над британской крейсерской эскадрой контр-адмирала Крэдока. Два британских броненосных крейсера, «Гуд Хоуп» и «Монмут» были потоплены практически без ущерба для немцев. Решающую роль в бою сыграли немецкие броненосные крейсера «Шарнхорст» и «Гнейзенау».

Репутация британского флота жестоко пострадала, когда стало известно, что германские корабли ушли так легко, уничтожив своих противников так невероятно быстро. Следствием этого было полное прекращение английской торговли в южной части Южной Америки
— Вильсон Х. Линкоры в бою 1914 - 1918 гг.
После этого Британское Адмиралтейство было вынуждено отправить против эскадры Шпее действительно крупные силы, в том числе линейные крейсера «Инвинсибл» и «Инфлексибл» и «Принцесс Ройал», крайне необходимые Гранд-флиту. Таким образом, Шпее удалось отвлечь с главного театра военных действий значительное число новейших кораблей. 14 декабря 1914 года в Фолклендском сражении явное превосходство было уже на стороне британских сил и несмотря на упорное сопротивление немцев, четыре из пяти немецких крейсеров были потоплены. Британский флот потерь в кораблях не понёс.
Из числа оставшихся крейсеров наиболее отличился «Эмден», нанёсший существенный урон британской морской торговле в Индийском океане. В ходе своего крейсерства в августе—ноябре 1914 года он потопил и захватил 23 торговых судна, а также потопил русский бронепалубный крейсер «Жемчуг». «Эмден» был уничтожен австралийским лёгким крейсером «Сидней» в бою у Кокосовых островов. Действия «Эмдена» заслужили высокой оценки даже со стороны противника. «Кёнигсберг», действовавший в Индийском океане, добился лишь одного существенного успеха, потопив британский бронепалубный крейсер «Пегасус», а потом скрывался в русле африканской реки Руфиджи, где продержался до июля 1915 года, приковав к себе значительные британские силы. Новейший турбинный крейсер «Карлсруэ» оперировал в центральной части Атлантического океана. Превосходство в скорости позволяло ему без труда уходить от британских кораблей. За время своего крейсерства он захватил или потопил 18 торговых судов, но 4 ноября 1914 года погиб в результате внутреннего взрыва.

### Крейсерские операции во Вторую мировую войну

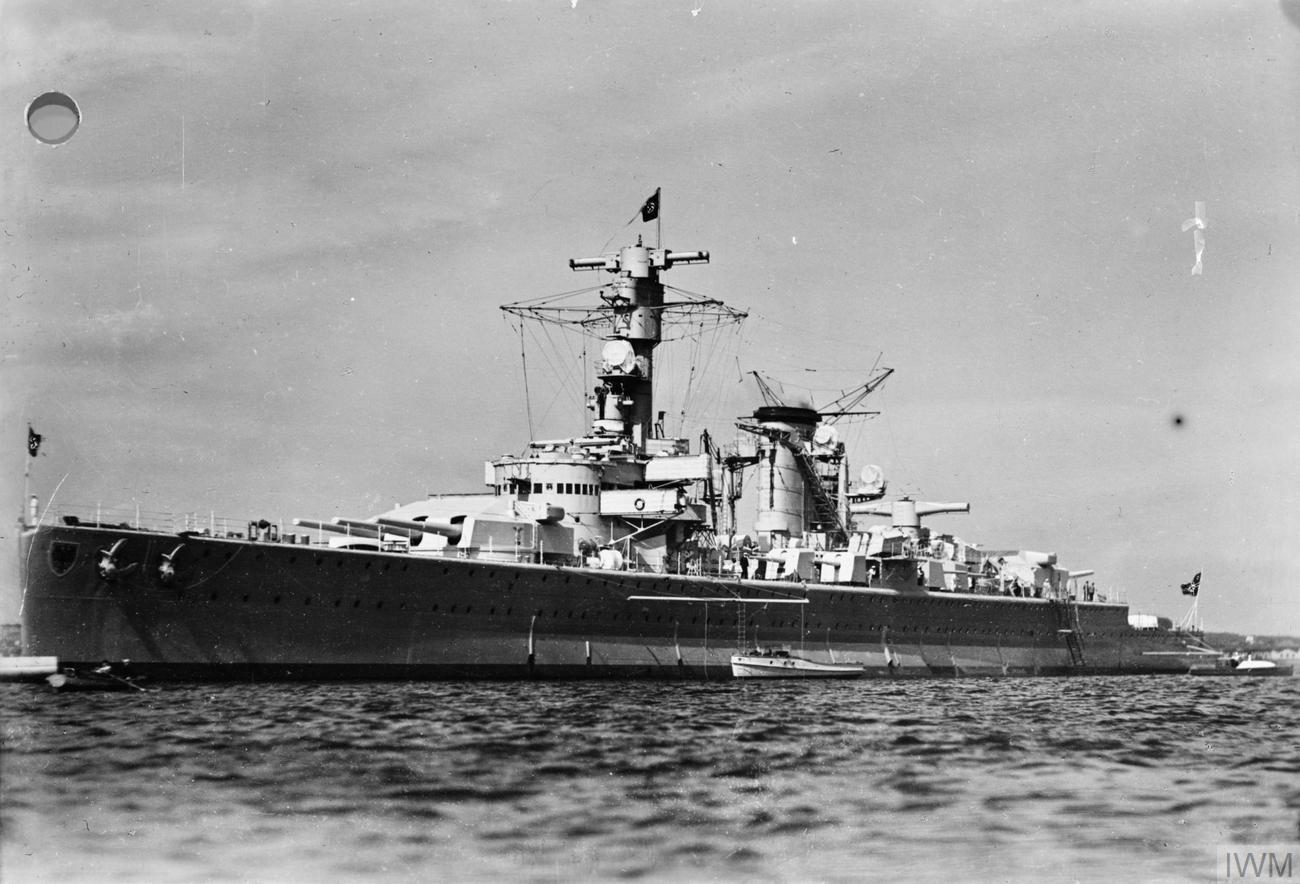
Тяжёлый крейсер «Дойчланд».

В результате поражения в Первой мировой войне германские военно-морские силы пришли в полный упадок. По условиях Версальского договора они были сведены к малому количеству боевых кораблей устаревших типов, причём их можно было заменять лишь на аналогичное количество боевых единиц, ограниченного водоизмещения. Рейхсмарине имели право построить не более шести тяжёлых кораблей водоизмещением до 10 000 тонн и такое же количество крейсеров, водоизмещением до 6000 тонн.
Командование маленького германского флота стремилось превратить его в угрозу потенциальным противникам, в первую очередь, Франции, но было крайне ограничено в возможностях. Воспользоваться популярной в 1920-х годах теорией «малой морской войны» оно не могло, так как развитие авиации и подводных лодок Германии запрещалось. В сложившихся условиях в среде германских военно-морских экспертов получило распространение новое прочтение доктрины «крейсерской войны». Считалось, что при благоприятных условиях германский флот сможет успешно действовать на коммуникациях противника с помощью крупных надводных кораблей. Особую поддержку эти взгляды получили в 1928 году, когда командующим Рейхсмарине стал адмирал Э. Редер, сторонник крейсерских операций.

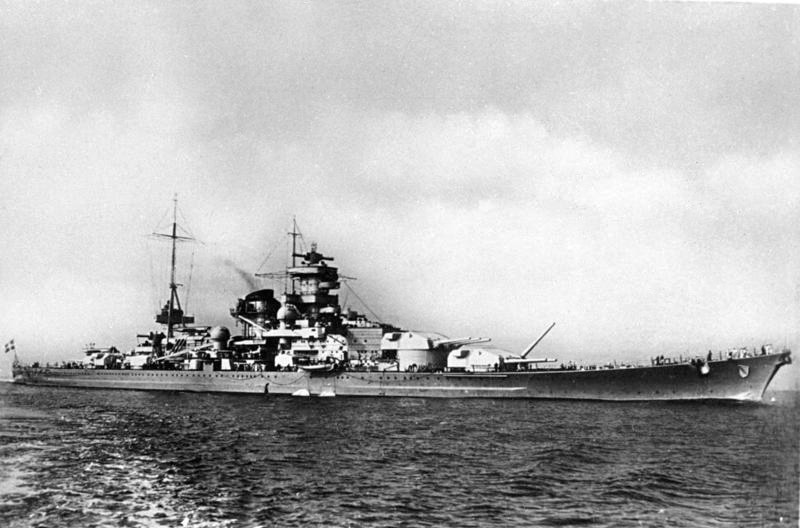
Линейный крейсер «Шарнхорст».

Если первый вновь построенный крейсер Рейхсмарине, «Эмден» стал развитием проекта военного времени, то в дальнейшем крейсера заказывались с расчётом их использования в крейсерских операциях. Лёгкие крейсера типа «К», заложенные в 1927—1928 году должны были как служить разведчиками при эскадре, так и самостоятельно оперировать в океане. Проект не оказался удачным, несмотря на применение комбинированной силовой установки из паровых турбин и дизельных двигателей. Скорость на одних лишь дизельных моторах оказалась слишком низкой, а корпуса крейсеров слишком слабыми для океанских рейдов.
Гораздо более серьезной угрозой оказались тяжелые крейсера типа «Дойчланд», по политическим мотивам именовавшиеся «броненосцами». При мощном вооружении из 283-мм орудий, делавшим любые крейсера противника крайне уязвимыми, они обладали огромной дальностью плавания за счёт применения чисто дизельной энергетической установки. Эти корабли, построенные в 1928—1936 годах не являлись сбалансированными боевыми единицами, но вызвали очень большое беспокойство у потенциальных противников. Ориентация на крейсерские операции прослеживалась и в последующих проектах немецких тяжёлых кораблей — линейных крейсерах типа «Шарнхорст», тяжёлых крейсерах типа «Адмирал Хиппер», линкорах типа «Бисмарк» и оставшихся недостроенными линкорах типа «H». Даже авианосец «Граф Цеппелин» проектировался с прицелом на крейсерскую войну. Тенденция затронула и малые корабли — к эсминцам стали выдвигать требование обеспечить способность к действиям на коммуникациях. Таким образом, Кригсмарине перед началом Второй мировой войны были нацелены на проведение крейсерских операций. С учётом соотношения сил, германский флот не мог ориентироваться на генеральное сражение с британским флотом.
Крейсерские операции Кригсмарине в годы Второй мировой войны решающего ущерба морской торговле противников Германии не нанесли. Надводные рейдеры специальной постройки потопили или захватили 65 судов вместимостью 372 тысячи брутто-регистровых тонн. Из этого количества 29 судов оказались на счету «карманных линкоров», 24 судна уничтожили линейные крейсера типа «Шарнхорст», 12 — тяжёлые крейсера типа «Адмирал Хиппер». Линкорам типа «Бисмарк» ни одного «купца» уничтожить не довелось. Гораздо более результативно действовали вспомогательные крейсера Кригсмарине, потопившие и захватившие 136 торговых судов, общей грузоподъёмностью 840 тысяч брутто-регистровых тонн. Для сравнения, немецкие подводные лодки потопили 2779 судов, общим тоннажем 14 119 тысяч брт.